# Boca Chica
Boca Chica é um município da República Dominicana pertencente à província de Santo Domingo. Inclui um distrito municipal: La Caleta.
Sua população estimada em 2012 era de 123 510 habitantes.

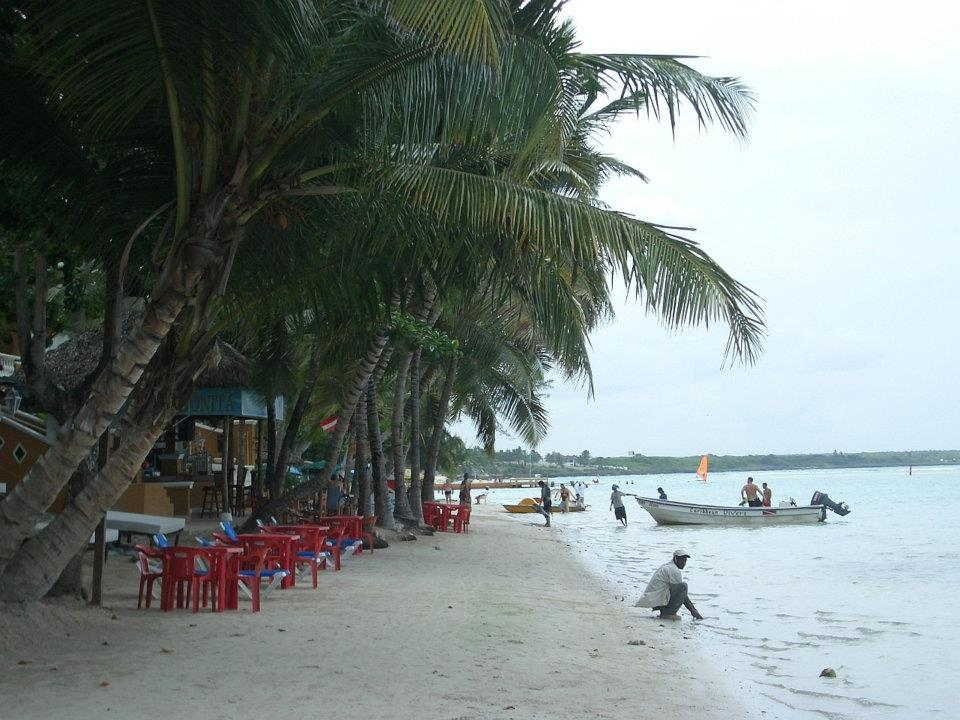
Boca Chica